# Kurdes Feyli
Les Kurdes feyliéns, ou Kurdes Feyli (kurde : فعیلی, Kurdên Feylî), sont un groupe ethno-religieux chiite kurde vivant dans le sud-est du Kurdistan et parlant le kurde du sud. Leur patrie d'origine, appelée Elam ou Îlam dans la langue maternelle, est située dans ce qui est aujourd'hui l'Iran et l'Irak.Ils font partie des premières tribus guerrières indo-européennes des montagnes du Caucase qui, à la recherche de nouveaux pâturages, ont envahi le plateau iranien et mésopotamien vers 3000 av. et assimile progressivement la population indigène de chasseurs et de cueilleurs.
Dans l’Antiquité, les Feyliens pratiquaient le zoroastrisme et le mithraïsme avant d’accepter le christianisme au IVe siècle. Les Feyli appartenaient à l'Église nestorienne mais se sont convertis plus tard à la branche chiite de l'Islam sous la dynastie safavide 1507-1721 ; aujourd'hui, la majorité des Feyliens sont des musulmans chiites.

## Histoire

### Histoire ancienne
Les tribus guerrières feylikurdiennes, installées à Gutium (Kermanshah), se sont également déplacées vers le sud et ont formé l'ancien Elam (Ilam) vers 3000 av. J.-C., la province moderne d'Ilam, d'où elles tirent leur nom. Auparavant, la zone située entre l'Iran et l'Irak s'appelait Pahlavi ; les Feyli, qui se composaient alors de diverses tribus guerrières, étaient appelés Pahlavi, ce qui signifie le Parti en langue Pahlavi. Au cours de l'expansion islamique, Pahlavi a été remplacé par Fahlavi car la lettre P n'existait pas dans l'alphabet arabe ; l'alphabet Pahlavi a ensuite été remplacé par l'alphabet arabe,.

### La dynastie Zand
La dynastie Zand était un royaume kurde Feyli, fondé par l'empereur Karim Khan Zand de la tribu Lak (r. 1751-1779). Les Zand régnaient à l'origine sur le sud et le centre de la Perse au XVIIIe siècle. Il s'est ensuite étendu pour inclure une grande partie du reste de l'Iran contemporain, comme le Baloutchistan et le Khorasan, ainsi qu'une partie de l'Irak. Les terres de l'Arménie, de l'Azerbaïdjan et de la Géorgie actuelles étaient contrôlées par des khanats qui faisaient de jure partie de l'empire Zand, mais la région était de facto autonome. L'île de Bahreïn était également détenue par les Zands par le cheikh autonome Al-Mazkur du Bushire.Sous le règne de Feylian, l’Iran a connu une période de paix et de nouvelles réformes. Les Feyliens ont contribué à la renaissance et à la renaissance de l'architecture, de la science, de la théologie, de la littérature et de l'art qui ont façonné l'Iran d'aujourd'hui,.

### Histoire moderne
Le secrétaire d'État britannique Austen Henry Layard (1887) a décrit les Feylis comme la plus grande et la plus puissante des tribus kurdes vivant dans les montagnes au nord de Dezful.
En 1953, l’historien britannique Stephen Hemsley Longrigg, écrivant sur l’histoire politique de l’Irak, écrivait  "Ces robustes indigènes du sud du Zagros, sujets de leur Valier héréditaire, étaient connus à Bagdad et à Bassora comme porteurs de lourdes charges, occupation qu'ils monopolisaient. Ils demeuraient également comme commerçants et artisans dans les régions situées entre le Tigre et le Gharraf, connus là-bas sous le nom de Feyliya-Kurdes ; et les villes frontalières dominées de Mandali et Badra et les villages voisins. De tout cela, le dernier demi-siècle n'a pas changé..."
” Au nord de l’Arabie et presque aussi indépendant de la dynastie Qajar se trouvait le Luristan, qui est racialement et dialectiquement distinct des Perses. Il se répartissait en deux zones, la plus grande et la plus petite. Ilam, la zone ouest de cette dernière et foyer des Kurdes Fayliya, formait sa frontière avec les wilayas de Bassorah et de Bagdad. Elle avait tenu pendant trois siècles sous une seule ligne de Valis. Les devoirs du gouvernement se limitaient à un petit tribut au gouvernement central, ses pouvoirs étaient illimités au sein de l'Ilam et son influence était considérable dans l'est de l'Irak. Le prince Feylite (Vali) Gholam Reza Khan Feyli, quatorzième de sa lignée, était respecté pour sa pompe et ses observances religieuses, mais détesté pour son avarice morbide.”
Après la création de la dynastie Pahlavi en 1925, Reza Shah supprima les gouvernements locaux pour consolider sa domination. En 1928, les forces gouvernementales prirent Ilam et Gholam Reza Khan Feyli, le dernier Feyli-Valien (prince) quitta Ilam sans opposition et se dirigea vers l'Irak, mettant ainsi fin au règne de Feyli à Ilam après 332 ans.

## Identité
Tout au long de l'histoire, les Feylién ont eu une grande influence politique, économique et commerciale, en particulier à Bagdad. De nombreuses familles prospères ont eu de gros capitaux, des entreprises et des usines, les Feylién appartenaient principalement à la classe supérieure et à l'aristocratie. Les Feylién étaient généralement très instruits, la plupart étaient des médecins, des ingénieurs, des universitaires, des avocats, des politiciens et des juges,. En Irak, les Feylién ont dominé l'économie et la politique du pays, ce qui a ensuite été considéré comme une menace par les nationalistes arabes. Saddam Hussein a commencé à persécuter les Feylién, confisquant leur capital, leurs biens, puis les déportant vers l'Iran au motif qu'ils n'étaient pas de véritables Irakiens mais des agents iraniens et des sionistes.

## La persécution 1970-2003
En 1970 et 1980, e président irakien Saddam Hussein a promulgué de nouvelles lois qui limiteraient les droits des Feylis dans le pays. Saddam a commencé à persécuter les Feylis, confisquant leur capital et leurs biens, puis les déportant vers l'Iran au motif qu'ils étaient pas de vrais Irakiens mais des agents déloyaux, iraniens et israéliens. Saddam Hussein a également affirmé que les Feylis étaient des « graines iraniennes » plantées par les sionistes (Israël) pour contrôler l'Irak. La propagande irakienne définissait généralement les Feyliens comme les Élamites et comment la Babylonie (Irak) combattrait l'ancien ennemi juré.Environ 500 000 Feyliens ont été déportés et 25 000 assassinés entre 1970 et 2003. De nombreux Feyli sont retournés en Irak après la guerre en Irak ; le nouveau gouvernement irakien a reconnu le génocide des Feylis et a indemnisé des dizaines de milliers de familles qui avaient souffert des persécutions de Saddam Hussein.

### Première vague
Au cours des années 1970, le président du Kurdistan Mustafa Barzani et l'empereur iranien Mohammad Reza Pahlavi, avec le soutien du Georges Pompidou, ont sauvé des centaines de milliers de Feylis de la persécution. L’Iran a ouvert la frontière, a accueilli les Feylis et leur a permis de s’installer dans les villes iraniennes, notamment à Téhéran. Les Feylies ont obtenu la citoyenneté iranienne. Mustafa Barzani et Georges Pompidou ont évacué vers la France des dizaines de milliers de familles qui ont ensuite obtenu un permis de séjour dans le pays. De nombreux Feylis vengeurs se sont portés volontaires pour rejoindre l'armée de Mustafa Barzani et ont participé à la troisième guerre irako-kurde.

### Deuxième vague
Au cours des années 1970, le président du Kurdistan Mustafa Barzani et l'empereur iranien Mohammad Reza Pahlavi, avec le soutien du français Georges Pompidou, ont sauvé des centaines de milliers de Feylis de la persécution. L’Iran a ouvert la frontière, a accueilli les Feylis et leur a permis de s’installer dans les villes iraniennes, notamment à Téhéran. Les Feylies ont obtenu la citoyenneté iranienne. Mustafa Barzani et Georges Pompidou ont évacué vers la France des dizaines de milliers de familles qui ont ensuite obtenu un permis de séjour dans le pays. De nombreux Feylis vengeurs se sont portés volontaires pour rejoindre l'armée de Mustafa Barzani et ont participé à la troisième guerre irako-kurde.

## Après la persécution
Le président du Kurdistan Massoud Barzani et le Premier ministre Nechirvan Barzani ont exigé que toutes les familles kurdes Feyli soient indemnisées, affirmant que le gouvernement de Bagdad n'avait pas atteint ses objectifs car il n'indemnisait que les familles jugées « amies de l'Irak ». Le parlement du Kurdistan a reconnu le génocide des Kurdes de Feylik et le 4 avril est devenu plus tard la journée nationale de commémoration du génocide kurde de Feylik. En 2009, le Premier ministre Nechirvan Barzani a inauguré des dizaines de mémoriaux et de statues à travers le Kurdistan pour honorer les martyrs de Feylièns,.
Aujourd’hui, la population feylite en Irak a décliné à cause de la guerre, de l’oppression et de la corruption. La majorité se trouve aujourd’hui en Iran, au Kurdistan irakien, aux États-Unis et en Europe,.